# تقی‌کندی (هوراند)
تقی‌کندی یکی از روستاهای استان آذربایجان شرقی است که در دهستان دودانگه شهرستان هوراند واقع شده‌است. این روستا ۲۴ نفر جمعیت دارد.